# Pentacanthella decemoculata
 (septembre 2019).
Genre
Espèce
Pentacanthella decemoculata, unique représentant du genre Pentacanthella, est une espèce de collemboles de la famille des Isotomidae.

## Distribution
Cette espèce se rencontre dans l'Ouest de l'Amérique du Nord.

## Publication originale
- Deharveng, 1979 : Contribution à l’étude des Anurophorinae à épines anales (Collembola, Isotomidae). Revue d'Ecologie et de Biologie du Sol, vol. 15, no 4, p. 551-573.